# Szymon Phan Đắc Hoà
Św. Szymon Phan Đắc Hoà (wiet.Simon Phan Đắc Hoà) (ur. ok. 1774 lub 1787 r. w Mai Vĩnh, prowincja Thừa Thiên-Huế w Wietnamie – zm. 12 grudnia 1840 r. An Hòa, prowincja Quảng Nam w Wietnamie) – męczennik, święty Kościoła katolickiego.
Szymon Phan Đắc Hoà urodził się w rodzinie niechrześcijańskiej. Wcześnie został osierocony przez ojca. Następnie matka razem z rodziną przeniosła się do Lưỡng Kim, a później do Nhu Lý w prowincji Quảng Trị, gdzie pracowała u pewnej katolickiej rodziny. Szymon Phan Đắc Hoà pociągnięty przykładem chrześcijan poprosił matkę, by pozwoliła mu uczyć się katechizmu. Miał wtedy 12 lat. Następnie pewien czas spędził w seminarium duchownym. Nie został jednak księdzem, ale lekarzem. Ożenił się i miał 12 dzieci. Po tym jak władca Wietnamu Minh Mạng wydał edykt skierowany przeciwko chrześcijanom, Szymon Phan Đắc Hoà wielokrotnie dawał schronienie w swoim domu zagranicznym misjonarzom, chociaż zdawał sobie sprawę, że jest to niebezpieczne. Wielokrotnie w jego domu przebywał biskup Cuenot. Szymon Phan Đắc Hoà został aresztowany w nocy 13 kwietnia 1840 r. razem z biskupem de la Motte, gdy udawali się do Hoà Ninh. Przez 2 miesiące Szymon Phan Đắc Hoà był uwięziony w Quảng Trị, a następnie przeniesiono go do Huế. Wielokrotnie był torturowany, by wyparł się wiary. Władze miały również nadzieję dowiedzieć się od niego czegoś więcej o misjonarzach. Szymon Phan Đắc Hoà pozostał jednak nieugięty. Został ścięty 12 grudnia 1840 r.
Dzień wspomnienia: 24 listopada w grupie 117 męczenników wietnamskich.
Beatyfikowany 27 maja 1900 r. przez Leona XIII. Kanonizowany przez Jana Pawła II 19 czerwca 1988 r. w grupie 117 męczenników wietnamskich.